# Baetiella muchei
Baetiella muchei är en dagsländeart som först beskrevs av Braasch 1978.  Baetiella muchei ingår i släktet Baetiella och familjen ådagsländor. Inga underarter finns listade i Catalogue of Life.